# Agrilus picinus
Agrilus picinus é uma espécie de inseto do género Agrilus, família Buprestidae, ordem Coleoptera.
Foi descrita cientificamente por Fisher, 1943, em Trinidade.

## Descrição
Corpo uniformemente preto acastanhado, com um leve tom esverdeado na parte inferior do corpo; o macho tem a cabeça verde na frente, tornando-se acastanhada, enquanto a fêmea tem a frente da cabeça preta e a pubescência no protórax mais curta.